# Mythbuntu
Mythbuntu è stato un sistema operativo (OS) per media center. Si basa su Ubuntu e integra, come sua principale funzione, il software per media center MythTV; non vengono invece installati tutti i programmi inclusi in Ubuntu.
Seguendo i principi di KnoppMyth e MythDora, Mythbuntu è stato progettato per semplificare l'installazione di MythTV su un PC home theater. Dopo che Mythbuntu è stato installato il programma di installazione di MythTV permette di configurare la distribuzione come un frontend (un visualizzatore di media), backend (un media server) oppure una combinazione dei due.
Mythbuntu mira a mantenere stretti legami con Ubuntu. Il ciclo di sviluppo di Mythbuntu seguiva, fino al 2012, da vicino quello di Ubuntu, con uscite semestrali.A partire dalla versione 12.04, Mythbuntu viene pubblicata ogni due anni, basandosi sulle versioni LTS di Ubuntu.
Il 4 novembre 2016 gli sviluppatori hanno ufficialmente dichiarato chiuso il progetto.

## Desktop
Mythbuntu usa in modo predefinito l'interfaccia desktop Xfce, ma gli utenti possono installare ubuntu-desktop, kubuntu-desktop o xubuntu-desktop attraverso il Mythbuntu Control Centre. Le uniche applicazioni incluse in questa distribuzione sono software multimediali come VLC, Amunix e Rhythmbox.

## Mythbuntu Control Center
Il Mythbuntu Control Centre dispone di una interfaccia che può essere utilizzato per configurare il sistema. L'utente può selezionare quale tipo di sistema (backend, frontend, entrambi) desideri avere installato. Dal centro di controllo, l'utente può eseguire azioni comuni, come l'installazione di plugin per MythTV, la configurazione del database MySQL, l'impostazione delle password e l'installazione dei driver e codec. La configurazione dei controlli a distanza e una serie di altre utilities e piccoli programmi vengono tutti eseguiti all'interno di questo programma.

## Differenti applicazioni di Mythbuntu

### Installazione completa (frontend e backend)
Mythbuntu può essere usato per installare un sistema MythTV completo su un singolo dispositivo (sia in qualità di client che di server). Il frontend è il software necessario per gli elementi visivi (o GUI) che vengono utilizzate da parte dell'utente comune per trovare, riprodurre e manipolare i file multimediali. Il backend è il server in cui i file multimediali, i sintonizzatori ed il database sono in realtà memorizzati. Un sistema completo backend e frontend è vantaggioso per la sua "portabilità", vale a dire che è un dispositivo autonomo indipendente da un server separato.

### Installazione solo Frontend
In alternativa, Mythbuntu può essere usato per installare un client MythTV, con il solo sistema frontend. Ad esempio, gli utenti possono avere un dispositivo di memorizzazione centrale (server) nella loro casa, al quale è possibile accedere da numerosi altri dispositivi posizionati in punti differenti dell'abitazione, questi altri dispositivi richiedono solo l'installazione del frontend e richiedono, dunque, caratteristiche hardware minimali.
Mythbuntu può anche essere eseguito direttamente da un CD-ROM (cioè senza installazione) a condizione che vi sia una connessione di rete ad un server backend MythTV.

## Versioni precedenti
- Mythbuntu 7.10 Gutsy Gibbon (con MythTV .20) è stato pubblicato il 22 ottobre 2007.
- Mythbuntu 8.04 Hardy Heron (con MythTV .21) è stato pubblicato il 24 aprile 2008.
- Mythbuntu 8.10 Intrepid Ibex (con MythTV .21) è stato pubblicato il 30 ottobre 2008.
- Mythbuntu 9.04 Jaunty Jackalope (con MythTV .21-fixes) è stato pubblicato il 23 aprile 2009.
- Mythbuntu 9.10 Karmic Koala (con MythTV .22) è stato pubblicato il 29 ottobre 2009.
- Mythbuntu 10.04 Lucid Lynx (con MythTV .23) è stato pubblicato il 29 aprile 2010.
- Mythbuntu 10.10 Maverick Meerkat (con MythTV .23.1) è stato pubblicato il 19 ottobre 2010.
- Mythbuntu 11.04 Natty Narwhal (con MythTV .24) è stato pubblicato il 28 aprile 2011.
- Mythbuntu 11.10 Oneiric Ocelot (con MythTV .24) è stato pubblicato il 13 ottobre 2011.
- Mythbuntu 12.04 Precise Pangolin (con MythTV .25) è stato pubblicato il 26 aprile 2012.
- Mythbuntu 14.04 Trusty Tahr (con MythTV .27) è stato pubblicato il 18 aprile 2014.
- Mythbuntu 16.04 Xenial Xerus (con MythTV .28) è stato pubblicato il 21 aprile 2016.